# Mike Crawford
Michael Joseph "Mike" Crawford, född 29 oktober 1974 i Reno i Nevada, är en amerikansk utövare av amerikansk fotboll (linebacker) som spelade i National Football League för Miami Dolphins 1997–1998. Crawford spelade collegefotboll för University of Nevada, Las Vegas och han draftades 1997 av Miami Dolphins i sjätte omgången.